# Új-Zéland a 2010. évi nyári ifjúsági olimpiai játékokon
Új-Zéland a Szingapúrban megrendezett 2010. évi nyári ifjúsági olimpiai játékok egyik részt vevő nemzete volt. Sportolói 16 sportágban vettek részt: asztalitenisz, atlétika, birkózás, cselgáncs, evezés, gyeplabda, kerékpározás, kosárlabda, lovaglás, ökölvívás, sportlövészet, súlyemelés, tollaslabda, triatlon, úszás és vitorlázás. Sportolói 1 arany, 7 ezüst és 1 bronzérmet nyertek, melyből 3 ezüstöt vegyes csapatban szereztek.

## Érmesek
- Az alábbi táblázatban dőlt betűvel vannak feltüntetve azok az érmesek, akik nemzetek vegyes csapatának tagjaként szerezték az adott érmet.

| Érem  | Versenyző | Sportág   | Versenyszám               | Dátum         |
| ----- | --- | --------- | ------------------------- | ------------- |
| Arany | Aaron Barclay | Triatlon  | Fiú, egyéni               | augusztus 16. |
| Ezüst | Aaron Barclay Maddie Dillon | Triatlon  | Vegyes váltó              | augusztus 19. |
| Ezüst | Jake Lambert | Lovaglás  | Vegyes csapat, díjugratás | augusztus 20. |
| Ezüst | Jackson Gill | Atlétika  | Fiú, súlylökés            | augusztus 22. |
| Ezüst | Joseph Parker | Ökölvívás | Fiú, +91 kg               | augusztus 25. |
| Ezüst | Haley Baxter | Cselgáncs | Vegyes csapat             | augusztus 25. |
| Bronz | Georgia Barnett Amy Barry Jamie Bolton Jessica Chisholm Michaela Curtis Samara Dalziel Rhiannon Dennison Erin Goad Elizabeth Keddell Sarah Matthews Rachel McCann Kate McCaw Elley Miller Danielle Sutherland Lydia Velzian Kayla Wilson | Gyeplabda | Lány                      | augusztus 24. |

## Asztalitenisz
Fiú
| Versenyző | Versenyszám | 1. forduló | 1. forduló | 2. forduló | 2. forduló | Negyeddöntő       | Elődöntő          | Bronzmérkőzés     | Döntő             | Helyezés |
| Versenyző | Versenyszám | Csoportmérkőzések | Hely.      | Csoportmérkőzések | Hely.      | Negyeddöntő       | Elődöntő          | Bronzmérkőzés     | Döntő             | Helyezés |
| Versenyző | Versenyszám | Ellenfél Eredmény | Hely.      | Ellenfél Eredmény | Hely.      | Ellenfél Eredmény | Ellenfél Eredmény | Ellenfél Eredmény | Ellenfél Eredmény | Helyezés |
| --------- | ----------- | --- | ---------- | --- | ---------- | ----------------- | ----------------- | ----------------- | ----------------- | -------- |
| Kevin Wu  | Egyes       | Ojo Onaolapo (NGR) · 5-11, 11-7, 8-11, 3-11 Pablo Saragovi (ARG) · 9-11, 12-10, 17-15, 11-6 Dong Hyun Kim (KOR) · 7-11, 2-11, 4-11 | 3. qB      | Wa Warren Li Kam (MRI) · 6-11, 11-4, 8-11, 11-4, 11-7 Tanapol Santiwattanatarm (THA) · 8-11, 8-11, 8-11 Florian Wagner (GER) · 7-11, 4-11, 11-6, 9-11 | 3.         | kiesett           | kiesett           | kiesett           | kiesett           | 25.      |

Lány
| Versenyző | Versenyszám | 1. forduló | 1. forduló | 2. forduló | 2. forduló | Negyeddöntő       | Elődöntő          | Bronzmérkőzés     | Döntő             | Helyezés |
| Versenyző | Versenyszám | Csoportmérkőzések | Hely.      | Csoportmérkőzések                                                                                                 | Hely.      | Negyeddöntő       | Elődöntő          | Bronzmérkőzés     | Döntő             | Helyezés |
| Versenyző | Versenyszám | Ellenfél Eredmény | Hely.      | Ellenfél Eredmény                                                                                                 | Hely.      | Ellenfél Eredmény | Ellenfél Eredmény | Ellenfél Eredmény | Ellenfél Eredmény | Helyezés |
| --------- | ----------- | --- | ---------- | --- | ---------- | ----------------- | ----------------- | ----------------- | ----------------- | -------- |
| Julia Wu  | Egyes       | Ayuka Tanioka (JPN) · 7-11, 3-11, 4-11 Alice Loveridge (GBR) · 11-13, 9-11, 7-11 Isabelle Siyun Li (SIN) · 3-11, 2-11, 5-11 | 4. qB      | Hsin Huang (TPE) · 4-11, 5-11, 4-11 Nuwani Vithanage (SRI) · 7-11, 8-11, 8-11 Alex Galic (SLO) · 2-11, 5-11, 7-11 | 4.         | kiesett           | kiesett           | kiesett           | kiesett           | 29.      |

Vegyes
| Versenyző                                   | Versenyszám  | 1. forduló | 1. forduló | 2. forduló                                                        | Negyeddöntő       | Elődöntő          | Bronzmérkőzés     | Döntő             | Helyezés |
| Versenyző                                   | Versenyszám  | Csoportmérkőzések | Hely.      | 2. forduló                                                        | Negyeddöntő       | Elődöntő          | Bronzmérkőzés     | Döntő             | Helyezés |
| Versenyző                                   | Versenyszám  | Ellenfél Eredmény | Hely.      | Ellenfél Eredmény                                                 | Ellenfél Eredmény | Ellenfél Eredmény | Ellenfél Eredmény | Ellenfél Eredmény | Helyezés |
| ------------------------------------------- | ------------ | --- | ---------- | ----------------------------------------------------------------- | ----------------- | ----------------- | ----------------- | ----------------- | -------- |
| Új-Zéland · Julia Wu (NZL) · Kevin Wu (NZL) | Vegyes páros | Horvátország · Mateja Jeger (CRO) · Luka Fucec (CRO) · 0-3, 1-3, 1-3 Pánamerika 2 · Carelyn Cordero (PUR) · Pablo Saragovi (ARG) · 0-3, 1-3, 1-3 Tajvan · Hsin Huang (TPE) · Tzu-Hsiang Hung (TPE) · 0-3, 0-3, 0-3 | 4. qB      | India · Mallika Bhandarkar (IND) · Avik Das (IND) · 0-3, 3-2, 1-3 | kiesett           | kiesett           | kiesett           | kiesett           | 25.      |

## Atlétika
Fiú
| Yarride Rosario  | 100 m           | 11.46   | 20. qC | 11.73   | 21. |
| Brad Mathas      | 1000 m          | 2:44.64 | 20. qB | 2:34.47 | 18. |
| Mohamed Ali      | 3000 m          | 9:07.60 | 18. qB | 9:01.30 | 17. |
| Joshua Hawkins   | 110 m gát       | 14.46   | 12. qB | 14.59   | 12. |
| Matthew Holcroft | 10 km gyaloglás |         |        | DNF     | DNF |
| Jackson Gill     | Súlylökés       | 21.73   | 2. Q   | 22.60   |     |

Lány
| Hazel Bowering-Scott                                                                              | 200 m               | 25.33    | 13. qB | 25.35    | 13. |
| Anna-Lisa Uttley                                                                                  | 3000 m              | 10:07.69 | 11. qB | 10:07.63 | 12. |
| Jenna Hansen                                                                                      | 2000 m akadályfutás | 8:11.91  | 15. qB | 8:03.65  | 14. |
| Michelle Jenneke (AUS) · Monica Brennan (AUS) · Hazel Bowering-Scott (NZL) · Jenny Blundell (AUS) | Lány, váltó         |          |        | 2:13.96  | 4.  |
| Julia Ratcliffe                                                                                   | Kalapácsvetés       | 50.41    | 11. qB | 50.49    | 11. |

## Birkózás
Lány
Szabadfogás
| Versenyző  | Versenyszám | Csoportkör | Hely. | Bronzmérkőzés                                     | Döntő             | Helyezés |
| Versenyző  | Versenyszám | Ellenfél Eredmény | Hely. | Ellenfél Eredmény                                 | Ellenfél Eredmény | Helyezés |
| ---------- | ----------- | --- | ----- | ------------------------------------------------- | ----------------- | -------- |
| Tayla Ford | 60 kg       | Battsetseg Baatarzorig (MGL) · 0-1 0-2 Svetlana Lipatova (RUS) · 0-4, 0-4 Christiana Victor (NGR) · 0-4 0-3 Aminata Souare (GUI) · 4-0 Tus | 4.    | 7. helyért · Erna Natasha Puteri (SIN) · 4-0, 4-0 |                   | 7.       |

## Cselgáncs
Lány
| Versenyző    | Versenyszám | Selejtező                         | Negyeddöntő       | Elődöntő          | Vigaszág negyeddöntő                       | Vigaszág elődöntő             | Bronzmérkőzés     | Döntő             | Helyezés |
| Versenyző    | Versenyszám | Ellenfél Eredmény                 | Ellenfél Eredmény | Ellenfél Eredmény | Ellenfél Eredmény                          | Ellenfél Eredmény             | Ellenfél Eredmény | Ellenfél Eredmény | Helyezés |
| ------------ | ----------- | --------------------------------- | ----------------- | ----------------- | ------------------------------------------ | ----------------------------- | ----------------- | ----------------- | -------- |
| Haley Baxter | 63 kg       | Laura Naginskaitė (LTU) · 000-102 |                   |                   | Djamila Tchaniley-Larounga (TOG) · 100-000 | Caren Chammas (LIB) · 000-100 | kiesett           | kiesett           | 13.      |

Csapat
| Csapattagok | Versenyszám   | Selejtező         | Negyeddöntő       | Elődöntő          | Döntő             | Helyezés |
| Csapattagok | Versenyszám   | Ellenfél Eredmény | Ellenfél Eredmény | Ellenfél Eredmény | Ellenfél Eredmény | Helyezés |
| --- | ------------- | ----------------- | ----------------- | ----------------- | ----------------- | -------- |
| Belgrád · Anna Dmitrieva (RUS) · Jeremy Saywell (MLT) · Jennet Geldybayeva (TKM) · Babacar Cisse (SEN) · Haley Baxter (NZL) · Dulguun Otgonbayar (MGL) · Lola Mansour (BEL) · Marius Piepke (GER) | Vegyes csapat |                   | Oszaka 4-4 (3-1)  | Tokió 5-3         | Essen 1-6         |          |

## Evezés
Fiú
| Versenyző    | Versenyszám  | Előfutam | Előfutam | Középdöntő/Vigaszág | Középdöntő/Vigaszág | Elődöntő | Elődöntő | Elődöntő | Döntő | Döntő   | Döntő | Helyezés |
| Versenyző    | Versenyszám  | Idő      | Hely.    | Idő                 | Hely.               | Típus    | Idő      | Hely.    | Típus | Idő     | Hely. | Helyezés |
| ------------ | ------------ | -------- | -------- | ------------------- | ------------------- | -------- | -------- | -------- | ----- | ------- | ----- | -------- |
| Hayden Cohen | Egypárevezős | 3:30.65  | 4.       | 3:36.95             | 2.                  | A/B      | 3:35.38  | 4.       | B     | 3:28.04 | 2.    | 8.       |

Lány
| Versenyző                          | Versenyszám  | Előfutam | Előfutam | Középdöntő/Vigaszág | Középdöntő/Vigaszág | Elődöntő | Elődöntő | Elődöntő | Döntő | Döntő   | Döntő | Helyezés |
| Versenyző                          | Versenyszám  | Idő      | Hely.    | Idő                 | Hely.               | Típus    | Idő      | Hely.    | Típus | Idő     | Hely. | Helyezés |
| ---------------------------------- | ------------ | -------- | -------- | ------------------- | ------------------- | -------- | -------- | -------- | ----- | ------- | ----- | -------- |
| Beatrix Heaphy-Hall Eve MacFarlane | Kétpárevezős | 3:34.85  | 4.       | 3:49.63             | 1.                  | A/B      | 3:41.97  | 5.       | B     | 3:38.69 | 1.    | 7.       |

## Gyeplabda

### Lány
| Csapattagok | Csapattagok |
| --- | --- |
| - Georgia Barnett - Amy Barry - Jamie Bolton - Jessica Chisholm - Michaela Curtis - Samara Dalziel - Rhiannon Dennison - Erin Goad | - Elizabeth Rose Keddell - Sarah Matthews - Rachel McCann (C) - Kate McCaw - Elley Miller - Danielle Sutherland - Lydia Velzian - Kayla Wilson |

#### Eredmények
Csoportkör
| Színmagyarázat                                                           |
| ------------------------------------------------------------------------ |
| A csoportkör első két helyezettje bejutott a döntőbe.                    |
| A csoportkör harmadik és negyedik helyezettjei a 3. helyért játszhattak. |
| A csoportkör ötödik és hatodik helyezettjei az 5. helyért játszhattak.   |

| Csapat                  | M | Gy | D | V | G+ | G– | Gk  | P  |
| ----------------------- | - | -- | - | - | -- | -- | --- | -- |
| Argentína               | 5 | 4  | 1 | 0 | 17 | 3  | +14 | 13 |
| Hollandia               | 5 | 3  | 2 | 0 | 21 | 5  | +16 | 11 |
| Új-Zéland               | 5 | 3  | 0 | 2 | 10 | 6  | +4  | 9  |
| Dél-Korea               | 5 | 2  | 1 | 2 | 11 | 12 | –1  | 7  |
| Írország                | 5 | 1  | 0 | 4 | 6  | 12 | –6  | 2  |
| Dél-afrikai Köztársaság | 5 | 0  | 0 | 5 | 1  | 28 | –27 | 0  |

| 2010. augusztus 16. 20:00 | Új-Zéland (NZL)              | 3 – 2               | Dél-Korea                        | Játékvezetők: Ayanna McClean (TRI) Maritza Perez Castro (URU) |
| 2010. augusztus 16. 20:00 | Curtis 56' · Dalziel 58' 61' | (0 – 1) Jegyzőkönyv | Baek Ee-Seul 28' · Nam So-Ri 47' | Játékvezetők: Ayanna McClean (TRI) Maritza Perez Castro (URU) |

| 2010. augusztus 17. 18:30 | Írország (IRL)         | 2 – 3               | Új-Zéland                     | Játékvezetők: Maritza Perez Castro (URU) Chen Hong (CHN) |
| 2010. augusztus 17. 18:30 | Mullan 22' · Barry 66' | (1 – 1) Jegyzőkönyv | Dennison 7' 64' · Millner 69' | Játékvezetők: Maritza Perez Castro (URU) Chen Hong (CHN) |

| 2010. augusztus 19. 20:00 | Hollandia (NED) | 1 – 0               | Új-Zéland | Játékvezetők: Hannah Sanders (GBR) Miskarmalia Mohd Ariffin (SIN) |
| 2010. augusztus 19. 20:00 | Keetels 59'     | (0 – 0) Jegyzőkönyv |           | Játékvezetők: Hannah Sanders (GBR) Miskarmalia Mohd Ariffin (SIN) |

| 2010. augusztus 20. 18:00 | Dél-afrikai Köztársaság (RSA) | 0 – 4               | Új-Zéland                         | Játékvezetők: Sarah Bennett (ZIM) Maritza Perez Castro (URU) |
| 2010. augusztus 20. 18:00 |                               | (0 – 3) Jegyzőkönyv | Dennison 17' 37' · Curtis 23' 25' | Játékvezetők: Sarah Bennett (ZIM) Maritza Perez Castro (URU) |

| 2010. augusztus 22. 16:00 | Új-Zéland (NZL) | 0 – 1               | Argentína    | Játékvezetők: Angela Street (AUS) Hannah Sanders (GBR) |
| 2010. augusztus 22. 16:00 |                 | (0 – 0) Jegyzőkönyv | Broccoli 61' | Játékvezetők: Angela Street (AUS) Hannah Sanders (GBR) |

A 3. helyért
| 2010. augusztus 24. 17:30 | Új-Zéland (NZL)                               | 5 – 4 (h. u.)              | Dél-Korea                                             | Játékvezetők: Hannah Sanders (GBR) Chen Hong (CHN) |
| 2010. augusztus 24. 17:30 | Dennison 15' 17' 47' · MkCaw 25' · Curtis 73' | (3 – 1, 4 – 4) Jegyzőkönyv | Park Eun-Jung 6' · Kang Ji-Na 58' 69' · Nam So-Ri 63' | Játékvezetők: Hannah Sanders (GBR) Chen Hong (CHN) |

| Csapat          | Helyezés |
| --------------- | -------- |
| Új-Zéland (NZL) |          |

## Kerékpározás
Hegyi kerékpározás
| Versenyző           | Versenyszám             | Idő     | Helyezés | Pont |
| ------------------- | ----------------------- | ------- | -------- | ---- |
| Sam Shaw            | Fiú hegyi kerékpározás  | 1:08:28 | 23.      | 72   |
| Sarah Kate McDonald | Lány hegyi kerékpározás | 55:30   | 14.      | 37   |

Időfutam
| Versenyző           | Versenyszám   | Idő     | Helyezés | Pont |
| ------------------- | ------------- | ------- | -------- | ---- |
| Denay Cottam        | Fiú időfutam  | 4:12.12 | 12.      | 25   |
| Sarah Kate McDonald | Lány időfutam | 3:28.24 | 4.       | 12   |

BMX
| Versenyző           | Versenyszám | Selejtező | Selejtező | Negyeddöntő | Negyeddöntő | Negyeddöntő | Negyeddöntő | Negyeddöntő | Negyeddöntő | Negyeddöntő | Elődöntő | Elődöntő | Elődöntő | Elődöntő | Elődöntő | Elődöntő | Elődöntő | Döntő   | Döntő   | Döntő  |
| Versenyző           | Versenyszám | Selejtező | Selejtező | 1. futam    | 1. futam    | 2. futam    | 2. futam    | 3. futam    | 3. futam    | Helyezés    | 1. futam | 1. futam | 2. futam | 2. futam | 3. futam | 3. futam | Helyezés | Döntő   | Döntő   | Döntő  |
| Versenyző           | Versenyszám | Idő       | Hely.     | Idő         | Hely.       | Idő         | Hely.       | Idő         | Hely.       | Helyezés    | Idő      | Hely.    | Idő      | Hely.    | Idő      | Hely.    | Helyezés | Idő     | Hely.   | Pontok |
| ------------------- | ----------- | --------- | --------- | ----------- | ----------- | ----------- | ----------- | ----------- | ----------- | ----------- | -------- | -------- | -------- | -------- | -------- | -------- | -------- | ------- | ------- | ------ |
| Trent Woodcock      | Fiú BMX     | 32.181    | 6.        | 32.394      | 2.          | 32.394      | 2.          | 32.792      | 2.          | 2. Q        | 32.133   | 3.       | 42.466   | 6.       | DNF      | 7.       | 6.       | kiesett | kiesett | 58     |
| Sarah Kate McDonald | Lány BMX    | 44.089    | 11.       | 43.669      | 3.          | 43.577      | 3.          | 44.292      | 3.          | 3. Q        | 43.567   | 5.       | 44.083   | 6.       | 44.908   | 7.       | 6.       | kiesett | kiesett | 32     |

Országúti verseny
| Versenyző      | Versenyszám                 | Idő     | Helyezés | Pont |
| -------------- | --------------------------- | ------- | -------- | ---- |
| Denay Cottam   | Fiú országúti mezőnyverseny | 1:05:44 | 18.      | 72   |
| Sam Shaw       | Fiú országúti mezőnyverseny | DNF     | DNF      |      |
| Trent Woodcock | Fiú országúti mezőnyverseny | DNS     | DNS      |      |

Összesített
| Nemzet                                                                           | Hegyi kerékpározás | Hegyi kerékpározás | Időfutam | Időfutam | BMX      | BMX      | Mezőnyverseny | Pontszám | Helyezés |
| Nemzet                                                                           | Fiú                | Lány               | Fiú      | Lány     | Fiú      | Lány     | Mezőnyverseny | Pontszám | Helyezés |
| -------------------------------------------------------------------------------- | ------------------ | ------------------ | -------- | -------- | -------- | -------- | ------------- | -------- | -------- |
| Új-Zéland (NZL) · Sarah Kate McDonald · Sam Shaw · Denay Cottam · Trent Woodcock | 72 (23.)           | 37 (14.)           | 25 (12.) | 12 (4.)  | 58 (11.) | 32 (12.) | 72 (16.)      | 308      | 20.      |

## Kosárlabda
Fiú
| Csapattagok                                               | Versenyszám    | Csoportkör                                                                                    | Csoportkör | Helyosztók         | Helyosztók                              | Helyosztók             | Helyezés |
| Csapattagok                                               | Versenyszám    | A Csoport                                                                                     | Helyezés   | 9.–16. helyért     | 13.–16. helyért                         | 13.-14. helyért        | Helyezés |
| --------------------------------------------------------- | -------------- | --------------------------------------------------------------------------------------------- | ---------- | ------------------ | --------------------------------------- | ---------------------- | -------- |
| Michael Karena Reuben Te Rangi James Ashby (C) Ben Fraser | Fiú kosárlabda | Görögország (GRE) · 19-22 Puerto Rico (PUR) · 30-26 Szerbia (SRB) · 13-30 India (IND) · 17-12 | 3.         | Irán (IRI) · 17-29 | Közép-afrikai Köztársaság (CAF) · 29-21 | Egyiptom (EGY) · 26-29 | 14.      |

## Lovaglás
Díjugratás
| Versenyző | Ló                                                                      | Versenyszám               | 1. forduló  | 1. forduló | 1. forduló | 2. forduló | 2. forduló | 2. forduló | Össz. | Döntő      | Döntő                         | Helyezés |
| Versenyző | Ló                                                                      | Versenyszám               | Bünt.       | Bünt.      | Hely.      | Bünt.      | Bünt.      | Hely.      | Össz. | Bünt.      | Idő                           | Helyezés |
| Versenyző | Ló                                                                      | Versenyszám               | Ugrás       | Idő        | Hely.      | Ugrás      | Idő        | Hely.      | Össz. | Bünt.      | Idő                           | Helyezés |
| --- | ----------------------------------------------------------------------- | ------------------------- | ----------- | ---------- | ---------- | ---------- | ---------- | ---------- | ----- | ---------- | ----------------------------- | -------- |
| Jake Lambert | Le Lucky                                                                | Díjugratás, egyéni        | 12          | 0          | 23.        | 4          | 0          | 8.         | 16.   |            |                               | 21.      |
| Ausztrálázsia · Jasmine Zin Man Lai (HKG) · Jake Lambert (NZL) · Xu Zhengyang (CHN) · Sultan Al Tooqi (OMA) · Thomas McDermott (AUS) | Butterfly Kisses Le Lucky Foxdale Villarni Joondooree Farms Damiro Hugo | Díjugratás, vegyes csapat | 12 0 16 4 0 | 0 0        | 1.         | 4 0 20 4 0 | 0 0        | 2.         | 8     | 0 12 0 4 8 | 50.57 46.13 51.46 52.23 46.10 |          |

## Ökölvívás
Fiú
| Versenyző     | Versenyszám | Selejtező         | Elődöntő                               | Döntő                 | Helyezés |
| Versenyző     | Versenyszám | Ellenfél Eredmény | Ellenfél Eredmény                      | Ellenfél Eredmény     | Helyezés |
| ------------- | ----------- | ----------------- | -------------------------------------- | --------------------- | -------- |
| Joseph Parker | +91 kg      |                   | Zsigmond József (HUN) · Technikai K.O. | Tony Yoka (FRA) · 5-8 |          |

## Sportlövészet
Lány
| Versenyző               | Versenyszám         | Selejtező | Selejtező | Döntő   | Döntő    | Döntő    |
| Versenyző               | Versenyszám         | Pont      | Helyezés  | Pont    | Összesen | Helyezés |
| ----------------------- | ------------------- | --------- | --------- | ------- | -------- | -------- |
| Jenna Kendall Mackenzie | 10 m-es légpisztoly | 388       | 13.       | kiesett | kiesett  | kiesett  |

## Súlyemelés
Fiú
| Versenyző    | Versenyszám | Szakítás | Lökés | Összesen | Helyezés |
| ------------ | ----------- | -------- | ----- | -------- | -------- |
| Joshua Milne | 69 kg       | 91       | 110   | 201      | 9.       |

## Tollaslabda
Fiú
| Versenyző        | Versenyszám | Csoportkör                      | Csoportkör                                  | Csoportkör                    | Csoportkör | Egyenes kieséses szakasz | Egyenes kieséses szakasz | Egyenes kieséses szakasz | Helyezés |
| Versenyző        | Versenyszám | 1. meccs                        | 2. meccs                                    | 3. meccs                      | Hely.      | Negyeddöntő              | Elődöntő                 | Döntő                    | Helyezés |
| Versenyző        | Versenyszám | Ellenfél Eredmény               | Ellenfél Eredmény                           | Ellenfél Eredmény             | Hely.      | Ellenfél Eredmény        | Ellenfél Eredmény        | Ellenfél Eredmény        | Helyezés |
| ---------------- | ----------- | ------------------------------- | ------------------------------------------- | ----------------------------- | ---------- | ------------------------ | ------------------------ | ------------------------ | -------- |
| Asher Richardson | Fiú, egyes  | Mario Cuba (PER) · 13-21, 18-21 | Sairaneeth Bhamidipati (IND) · 12-21, 12-21 | Chao Huang (SIN) · 7-21, 8-21 | 4.         | kiesett                  | kiesett                  | kiesett                  | kiesett  |

Lány
| Versenyző      | Versenyszám | Csoportkör                        | Csoportkör                   | Csoportkör                                  | Csoportkör | Egyenes kieséses szakasz | Egyenes kieséses szakasz | Egyenes kieséses szakasz | Helyezés |
| Versenyző      | Versenyszám | 1. meccs                          | 2. meccs                     | 3. meccs                                    | Hely.      | Negyeddöntő              | Elődöntő                 | Döntő                    | Helyezés |
| Versenyző      | Versenyszám | Ellenfél Eredmény                 | Ellenfél Eredmény            | Ellenfél Eredmény                           | Hely.      | Ellenfél Eredmény        | Ellenfél Eredmény        | Ellenfél Eredmény        | Helyezés |
| -------------- | ----------- | --------------------------------- | ---------------------------- | ------------------------------------------- | ---------- | ------------------------ | ------------------------ | ------------------------ | -------- |
| Victoria Cheng | Lány egyes  | Renna Suwarno (INA) · 15-21, 5-21 | Deng Xuan (CHN) · 9-21, 5-21 | Katerine Winder (PER) · 16-21, 21-19, 10-21 | 4.         | kiesett                  | kiesett                  | kiesett                  | kiesett  |

## Triatlon
Fiú
| Versenyző     | Versenyszám | Úszás | Depózás | Kerékpározás | Depózás | Futás | Összesítés | Helyezés |
| ------------- | ----------- | ----- | ------- | ------------ | ------- | ----- | ---------- | -------- |
| Aaron Barclay | Egyéni      | 8:39  | 0:29    | 28:39        | 0:22    | 16:32 | 54:41.49   |          |

Lány
| Versenyző     | Versenyszám | Úszás | Depózás | Kerékpározás | Depózás | Futás | Összesítés | Helyezés |
| ------------- | ----------- | ----- | ------- | ------------ | ------- | ----- | ---------- | -------- |
| Maddie Dillon | Egyéni      | 10:12 | 0:35    | 31:31        | 0:27    | 19:49 | 1:02:34.50 | 8.       |

Vegyes
| Versenyző                                                                                            | Versenyszám  | Versenyzők ideje | Versenyzők ideje | Versenyzők ideje | Versenyzők ideje | Összesítés | Összesítés |
| Versenyző                                                                                            | Versenyszám  | Idő 1            | Idő 2            | Idő 3            | Idő 4            | Össz. idő  | Helyezés   |
| --- | ------------ | ---------------- | ---------------- | ---------------- | ---------------- | ---------- | ---------- |
| Óceánia 1 · Ellie Salthouse (AUS) · Michael Gosman (AUS) · Maddie Dillon (NZL) · Aaron Barclay (NZL) | Vegyes váltó | 20:36            | 19:07            | 21:11            | 19:01            | 1:19:55.23 |            |

## Úszás
Fiú
| Versenyző    | Versenyszám         | Előfutam | Előfutam | Elődöntő | Elődöntő | Döntő   | Döntő    |
| Versenyző    | Versenyszám         | Idő      | Hely.    | Idő      | Hely.    | Idő     | Helyezés |
| ------------ | ------------------- | -------- | -------- | -------- | -------- | ------- | -------- |
| Matt Stanley | 100 m-es gyorsúszás | 52.80    | 31.      | kiesett  | kiesett  | kiesett | kiesett  |
| Matt Stanley | 200 m-es gyorsúszás | 1:51.21  | 3. Q     |          |          | 1:51.59 | 5.       |
| Matt Stanley | 400 m-es gyorsúszás | 3:58.45  | 7. Q     |          |          | 3:56.75 | 7.       |

Lány
| Versenyző      | Versenyszám          | Előfutam | Előfutam | Elődöntő | Elődöntő | Döntő   | Döntő    |
| Versenyző      | Versenyszám          | Idő      | Hely.    | Idő      | Hely.    | Idő     | Helyezés |
| -------------- | -------------------- | -------- | -------- | -------- | -------- | ------- | -------- |
| Chloe Francis  | 100 m-es gyorsúszás  | 58.84    | 23.      | kiesett  | kiesett  | kiesett | kiesett  |
| Chloe Francis  | 200 m-es gyorsúszás  | 2:03.92  | 7. Q     |          |          | 2:03.18 | 6.       |
| Chloe Francis  | 400 m-es gyorsúszás  | 4:22.59  | 10.      |          |          | kiesett | kiesett  |
| Chloe Francis  | 100 m-es mellúszás   | 1:13.38  | 15. Q    | 1:13:03  | 14.      | kiesett | kiesett  |
| Chloe Francis  | 200 m-es vegyesúszás | 2:16.96  | 3. Q     |          |          | 2:17.62 | 5.       |
| Renee Stothard | 100 m-es hátúszás    | 1:04.94  | 16.Q     | 1:05.11  | 14.      | kiesett | kiesett  |
| Renee Stothard | 200 m-es hátúszás    | 2:20.14  | 18.      |          |          | kiesett | kiesett  |
| Renee Stothard | 200 m-es vegyesúszás | 2:31.22  | 22.      |          |          | kiesett | kiesett  |

## Vitorlázás
Fiú
| Versenyző      | Versenyszám                    | Futam | Futam | Futam | Futam | Futam | Futam | Futam | Futam | Futam | Futam | Futam | Futam | Pontszám | Helyezés |
| Versenyző      | Versenyszám                    | 1     | 2     | 3     | 4     | 5     | 6     | 7     | 8     | 9     | 10    | 11    | M*    | Pontszám | Helyezés |
| -------------- | ------------------------------ | ----- | ----- | ----- | ----- | ----- | ----- | ----- | ----- | ----- | ----- | ----- | ----- | -------- | -------- |
| Jack Collinson | Egyszemélyes dinghy (Byte CII) | 16    | 4     | 5     | 19    | 14    | 27    | 1     | 21    | 18    | 16    | 7     | 24    | 124      | 15.      |

Lány
| Versenyző    | Versenyszám                    | Futam | Futam | Futam | Futam | Futam | Futam | Futam | Futam | Futam | Futam | Futam | Futam | Pontszám | Helyezés |
| Versenyző    | Versenyszám                    | 1     | 2     | 3     | 4     | 5     | 6     | 7     | 8     | 9     | 10    | 11    | M*    | Pontszám | Helyezés |
| ------------ | ------------------------------ | ----- | ----- | ----- | ----- | ----- | ----- | ----- | ----- | ----- | ----- | ----- | ----- | -------- | -------- |
| Elise Beavis | Egyszemélyes dinghy (Byte CII) | 11    | 10    | 7     | DSQ   | 9     | 15    | 6     | 8     | 15    | 11    | 15    | 11    | 103      | 11.      |

## Fordítás
Ez a szócikk részben vagy egészben  a   New Zealand at the 2010 Summer Youth Olympics című angol Wikipédia-szócikk fordításán alapul.  Az eredeti cikk szerkesztőit annak laptörténete sorolja fel. Ez a jelzés csupán a megfogalmazás eredetét és a szerzői jogokat jelzi, nem szolgál a cikkben szereplő információk forrásmegjelöléseként.